# قشلاق تکقوئی قره پیران حضرت‌قلی
قشلاق تکقوئی قره پیران حضرت‌قلی یک روستا در ایران است که در دهستان قشلاق غربی واقع شده‌است. قشلاق تکقوئی قره پیران حضرت‌قلی ۳۸ نفر جمعیت دارد.